# USS Little (DD-803)
USS Little (DD-803) là một tàu khu trục lớp Fletcher được Hải quân Hoa Kỳ chế tạo trong Chiến tranh Thế giới thứ hai. Nó là chiếc tàu chiến thứ hai của Hải quân Mỹ được đặt theo tên Hạm trưởng George Little (1754-1809), người tham gia cuộc Chiến tranh Cách mạng Hoa Kỳ và Chiến tranh Quasi với Pháp. Nó đã hoạt động trong Thế Chiến II cho đến khi bị máy bay Kamikaze đánh chìm trong Trận Okinawa vào ngày 3 tháng 5 năm 1945. Nó được tặng thưởng hai Ngôi sao Chiến trận do thành tích phục vụ trong Thế Chiến II.

## Thiết kế và chế tạo
Wadleigh được đặt lườn tại xưởng tàu của hãng Todd-Pacific Shipyards ở Seattle, Washington vào ngày 13 tháng 9 năm 1943. Nó được hạ thủy vào ngày 22 tháng 5 năm 1944; được đỡ đầu bởi bà Russell F. O'Hara, và nhập biên chế vào ngày 19 tháng 8 năm 1944 dưới quyền chỉ huy của Trung tá Hải quân Madison Hall, Jr..

## Lịch sử hoạt động
Sau khi hoàn tất huấn luyện dọc theo vùng bờ Tây, Little khởi hành từ Seattle vào ngày 11 tháng 11 năm 1944 để hộ tống một đoàn tàu vận tải đi Trân Châu Cảng, và sau khi đến nơi vào ngày 23 tháng 11, nó tiến hành tập trận và thực hành tác xạ. Đến ngày 22 tháng 1 năm 1945, nó lên đường cùng một đội tàu đổ bộ LST đi Eniwetok, và tổng dượt nhằm chuẩn bị cho chiến dịch đổ bộ lên Iwo Jima. Những công việc chuẩn bị sau cùng được tiến hành tại Saipan, và nó lên đường hướng đến mục tiêu vào ngày 15 tháng 2.
Hoạt động bắn phá tại Iwo Jima được tiến hành từ ngày 19 tháng 2, và Little đã hỗ trợ hỏa lực cho lực lượng chiến đấu trên bộ cho đến ngày 24 tháng 2, khi nó lên đường quay trở về Saipan. Nó quay lại khu vực chiến sự vào ngày 4 tháng 3, hoạt động bắn phá, bảo vệ và cột mốc radar canh phòng trước khi quay trở về Saipan vào ngày 14 tháng 3 nhằm chuẩn bị cho cuộc đổ bộ tiếp theo lên Okinawa.
Little lên đường đi Okinawa vào ngày 27 tháng 3, tham gia Đội đặc nhiệm 51.2 dưới quyền Chuẩn đô đốc Jerauld Wright nhằm tiến hành một cuộc đổ bộ nghi binh trong các ngày 1 và 2 tháng 4 tại bờ biển phía Đông Nam nhằm lôi kéo sự chú ý của quân Nhật khỏi cuộc đổ bộ chính dọc theo bờ biển phía Tây Okinawa. Nó sau đó bảo vệ các tàu vận tải và hộ tống các tàu đổ bộ LST đi đến các bãi đổ bộ. Từ ngày 19 tháng 4 đến ngày 24 tháng 4, nó làm nhiệm vụ cột mốc radar canh phòng nhằm cảnh báo sớm các cuộc không kích của đối phương, vượt qua được nhiều đợt tấn công tự sát của đối phương mà không bị hư hại.
Vào ngày 3 tháng 5, Little cùng tàu rải mìn Aaron Ward (DM-34) tiếp tục làm nhiệm vụ cột mốc radar canh phòng. Lúc 18 giờ 13 phút, khoảng 18 đến 24 máy bay Kamikaze đối phương ló ra khỏi đám mây và tấn công; Aaron Ward bị đánh trúng lần đầu tiên lúc 18 giờ 41 phút. Chỉ chốc lát sau, Little bị đánh trúng bên mạn trái, và trong vòng bốn phút tiếp theo thêm ba máy bay Kamikaze khác lần lượt đánh trúng nó, khiến lườn tàu bị vỡ phía giữa tàu. Little vỡ làm đôi và đắm lúc 19 giờ 55 phút ở tọa độ 26°24′B 126°15′Đ / 26,4°B 126,25°Đ. Trong số 200 thành viên thủy thủ đoàn của nó, 62 người đã tử trận và 27 người khác bị thương.

## Phần thưởng
Little được tặng thưởng hai Ngôi sao Chiến trận do thành tích phục vụ trong Thế Chiến II.